# Boccardiella hamata
Boccardiella hamata är en ringmaskart som först beskrevs av Webster 1879.  Boccardiella hamata ingår i släktet Boccardiella och familjen Spionidae. Inga underarter finns listade i Catalogue of Life.